# 1948년 하계 올림픽 다이빙

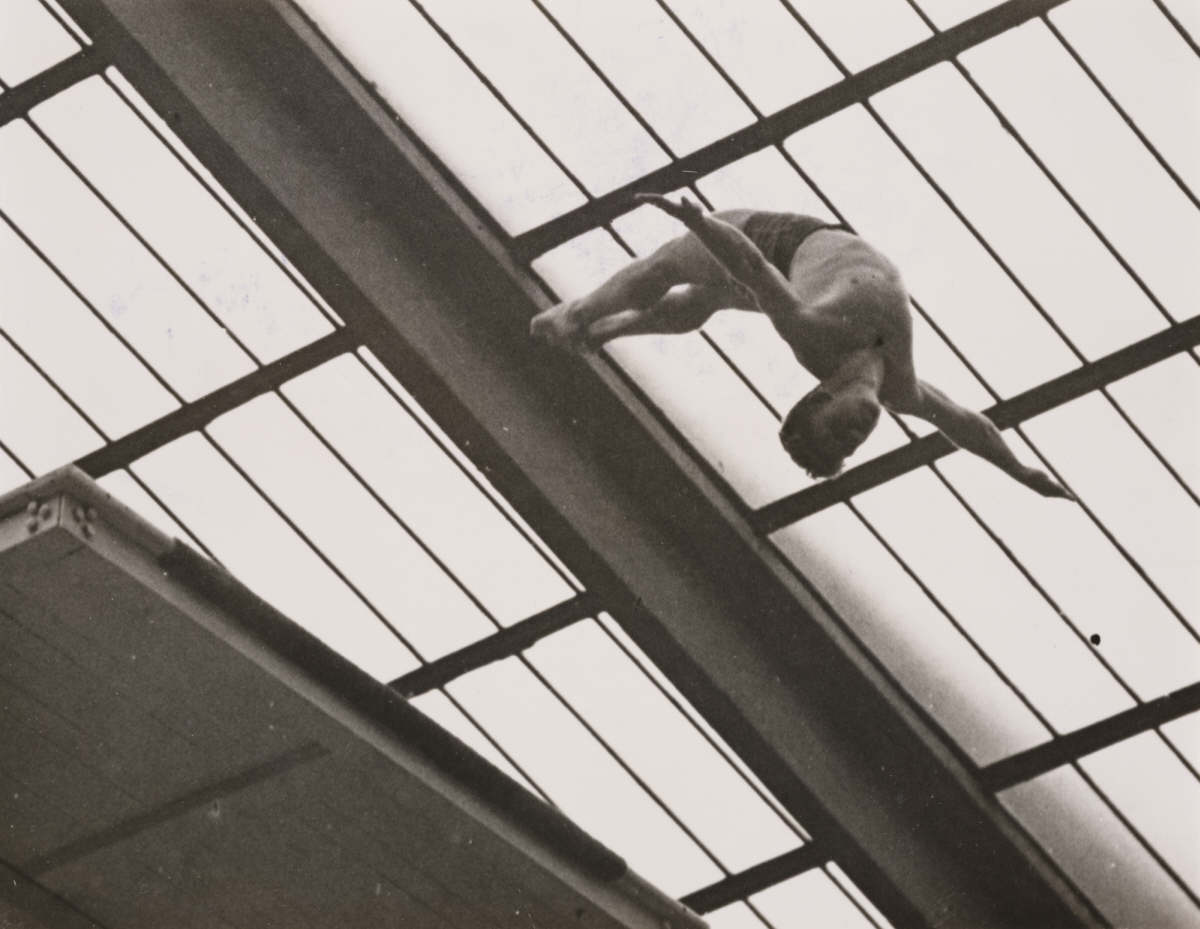

제29회 하계 올림픽 다이빙 경기는 1948년 영국 런던에서 열렸다.

## 참가국
- 오스트레일리아
- 오스트리아
- 브라질
- 캐나다
- 칠레
- 쿠바
- 덴마크
- 이집트
- 핀란드
- 프랑스
- 영국
- 헝가리
- 아일랜드
- 멕시코
- 네덜란드
- 노르웨이
- 남아프리카 공화국
- 시리아
- 스웨덴
- 스위스
- 미국